# Titus Burckhardt

Titus Burckhardt

Titus Burckhardt (Florence, 24 oktober 1908 – Lausanne, 15 januari 1984) was een Zwitserse schrijver en een vooraanstaand lid van de traditionalistische school. Hij was de auteur van talrijke werken over metafysica, kosmologie, antropologie, esoterie, alchemie, soefisme en symboliek.

## Biografie
Titus Burckhardt stamt uit een familie uit Bazel. Hij was de zoon van de beeldhouwer Carl Burckhardt (1878–1923) en de achterneef van Jacob Burckhardt (1818–1897), een kunsthistoricus en renaissancespecialist. Zijn genealogische stamboom omvat ook Johann Ludwig Burckhardt (1784–1817), de ontdekkingsreiziger. Hij werd geboren in Florence in Italië, op 24 oktober 1908. Het jaar daarop vestigde zijn familie zich in Bazel. Hij ging naar dezelfde basisschool als Frithjof Schuon, die een vriend voor het leven werd. In 1920 verliet zijn familie Bazel en ging naar Ligornetto in het Zwitserse kanton Ticino, waar zijn vader drie jaar later stierf.
Rond 1927 begon Burckhardt in Parijs en München schilderkunst, beeldhouwkunst en kunstgeschiedenis te studeren. Aangetrokken door een traditionele levensstijl die het Westen hem niet kon bieden, nam hij een pauze in zijn studies om Marokko te bezoeken (1928 of 1929). Daar wijdde hij zich aan het tekenen en het schilderen. Hij werd gefascineerd door dit verblijf. Dit markeerde het begin van zijn spirituele zoektocht. Bij zijn terugkeer ontdekte hij de werken van de Franse metafysicus René Guénon, in wie "hij de sleutel vond tot de wereld die hem in vervoering had gebracht".
In het begin van 1933 keerde Burckhardt terug naar Marokko, op zoek naar een spirituele leraar. Hij bekeerde zich tot de islam en leerde er Arabisch, waardoor hij de soefiklassiekers in hun oorspronkelijke taal kon lezen. Zijn zoektocht leidde hem naar Fez, waar hij sjeik Ali al-Darqawi ontmoette, de kleinzoon en spirituele opvolger van Muhammad al-Arabi al-Darqawi (†1823), de hervormer van de Shadhili-orde. Hij werd ingewijd door de sjeik en opgenomen in de Tariqa Darqawiya. In een poging om in zijn materiële behoeften te voorzien, verwierf hij een kudde schapen en liet ze grazen op het platteland van de Midden-Atlas. Dit hielp hem echter weinig om zijn onzekere financiën te verbeteren. Parallel hiermee ging hij in de leer in het maken van zellige-tegels bij een meestervakman uit Fez, die hem aanspoorde de Alfiyya van Ibn Malik uit het hoofd te leren, een didactisch gedicht van duizend verzen waarin alle regels van de Arabische grammatica worden uiteengezet; Burckhardt bleef hem hiervoor altijd dankbaar.
In het begin van 1935 kreeg hij in Fez bezoek van zijn jeugdvriend Frithjof Schuon, die op weg was naar Europa vanuit de zawiya van wijlen sjeik al-Alawi van Mostaganem. Schuon was in 1932 ingewijd door deze Shadhili-sjeik. Burckhardts volledige integratie in het lokale leven maakte hem verdacht in de ogen van de Franse autoriteiten. Zij bevolen hem het land te verlaten. Zo keerde hij in het voorjaar van 1935 terug naar Bazel. Dit markeerde het begin van zijn correspondentie met René Guénon, en zijn band met Schuons tariqa. Schuon, die destijds in Frankrijk woonde, belastte Burckhardt met de geestelijke leiding van zijn discipelen in Bazel.
Van 1936 tot 1938 studeerde Burckhardt kunstgeschiedenis en Oosterse talen aan de Universiteit van Bazel. 1937 markeerde het begin van zijn samenwerking met het door Guénon geïnspireerde tijdschrift Études Traditionnelles. Hierin publiceerde hij artikelen over traditionele kunst (in het bijzonder hindoeïstische, christelijke en islamitische kunst), alchemie, traditionele kosmologie en astrologie, folklore en symboliek. Veel van deze artikelen werden later in twee delen verzameld. Het tijdschrift publiceerde ook zijn vertalingen van soefi-teksten van Al-Ghazali, Ibn Arabi, Abd al-Karim al-Jili en al-Arabi al-Darqawî. Volgens de Pakistaanse professor Muhammed Suheyl Omar is Burckhardt een van de weinige auteurs die de metafysica van Ibn Arabi niet alleen heeft uiteengezet, maar ook heeft geassimileerd. Die visie wordt gedeeld door de Iraanse islamoloog Seyyed Hossein Nasr, die stelt dat Burckhardts werk sinds de tweede helft van de 20e eeuw heeft bijgedragen aan de belangstelling van het Westen voor Ibn Arabi.
Burckhardt trouwde in 1939. Kort daarna werd hij benoemd tot artistiek directeur en directeur publicaties van de Zwitsers-Duitse uitgeverij Urs Graf, met hoofdkantoor in Olten en Bazel en gespecialiseerd in de reproductie van middeleeuwse boekverluchting. Hij bleef daar tot aan zijn pensionering in 1968. Zijn werktalen waren Duits, Frans, Arabisch, Latijn, Engels en Italiaans. Hij en zijn vrouw vestigden zich in Bern, halverwege Olten en Lausanne, waar Schuon woonde. De kwaliteit van de publicaties van Urs Graf zorgde ervoor dat het een wereldwijde reputatie op zijn gebied kreeg. In oktober 1950 overhandigde Burckhardt tijdens een privé-audiëntie paus Pius XII een vierkleurige facsimile in drie delen van het beroemde Book of Kells (Evangelorum quatuor codex Cenannensis), een evangelie in de Keltische traditie daterend uit 800 na Christus, uitgegeven door zijn bedrijf.
In 1952 verhuisden Burckhardt en zijn vrouw naar Lausanne, waar hij de Frans-Zwitserse tak van Urs Graf oprichtte en de collectie Stätten des Geistes ("Steden van de Geest") creëerde. Hiervoor schreef en illustreerde hij drie boekdelen: Siena, City of the Virgin, Fez, City of Islam, en Chartres the Birth of the Cathedral. Deze maakten de verzameling volledig, die al delen over de berg Athos, de berg Sinaï, Keltisch Ierland, Constantinopel en Kyoto omvatte. In 1951, 1958 en 1960 brachten andere uitgeverijen de originele edities uit van Burckhardts Introduction to Sufi Doctrine, Sacred Art in East and West en Alchemy, Science of the Cosmos, Science of the Soul. In navolging van Guénon, Coomaraswamy en Schuon werd Burckhardt geïdentificeerd als een van de grote woordvoerders van de 20e eeuw van de philosophia perennis, "die 'ongeschapen wijsheid' uitgedrukt in het platonisme, de vedanta, het soefisme, het taoïsme en andere authentieke esoterische en wijsheidstradities". Volgens de filosoof William Stoddart wijdde Burckhardt – historicus en kunstfilosoof, esotericus ingewijd in het soefipad, metafysicus en kunstenaar – zijn werk als schrijver aan het uiteenzetten van ‘de verschillende aspecten van wijsheid en traditie’.
Nadat Marokko in 1956 zijn onafhankelijkheid had herwonnen, keerde Burckhardt er vanaf 1960 regelmatig terug. In 1972 delegeerde UNESCO hem, samen met de Marokkaanse regering, naar Fez om de leiding te nemen over het plan voor restauratie en rehabilitatie van de medina en haar religieuze erfgoed, evenals over het handwerk. Hij bleef daar vijf jaar. Hij was zich ervan bewust dat de oude stad waarschijnlijk het best bewaarde model van de islamitische stedenbouw was, en dat Fez, eenmaal hersteld, ‘een referentie zou kunnen worden voor de continuïteit van een traditioneel stedelijk model, dat in staat is tot evolutie en toch nog steeds behoud van de intrinsieke kwaliteiten." De eerste twee jaar maakte Burkhardt een inventaris van de opmerkelijkste gebouwen, zowel religieus als seculier, van buiten en van binnen, om hun staat van instandhouding te evalueren. Gedurende de drie daaropvolgende jaren leidde hij een interdisciplinair team dat belast was met het opstellen van een masterplan voor de rehabilitatie van de monumenten en het stedelijk weefsel. Het ‘Masterplan voor Stedenbouw voor de Stad Fez’ werd in 1980 door UNESCO aangenomen en gepubliceerd.
Tijdens zijn missie naar Fez redigeerde Burckhardt een algemeen werk over islamitische kunst, Art of Islam: Language and Meaning, op verzoek van de organisatoren van het Festival of the Islamic World (Londen, 1976), waarvan hij een van de leidende figuren werd. krachten. Als specialist op het gebied van traditionele kunst en stedenbouw werd hij regelmatig uitgenodigd om lezingen te geven, zowel in het Oosten als in het Westen, en als gastheer of deelnemer aan seminars.
Volgens prof. Seyyed Hossein Nasr is Burckhardt de eerste westerling die “de innerlijke betekenis van de islamitische kunst serieus uiteenzet”. Volgens Nasr is het voor een groot deel aan zijn invloed te danken dat Europese en Amerikaanse universiteiten cursussen begonnen aan te bieden over islamitische kunst en architectuur. Zijn capaciteiten op dit gebied waren voor Saoedi-Arabië aanleiding om hem te benoemen als adviseur bij de ontwikkeling van plannen voor een universiteitscampus in Mekka. Zo kwam het dat hij in 1978 en 1979, samen met Hassan Fathy en Jean-Louis Michon, toezicht hield op het bureau van de Amerikaanse architecten die met deze plannen waren belast, zodat de principes en de geest van de traditionele islamitische architectuur zouden worden overgenomen en gerespecteerd.
Zijn interesse voor de Indiaanse spiritualiteit leidde hem in 1979 naar het Amerikaanse Westen om de medicijnman Thomas Yellowtail te bezoeken; ze hadden elkaar in 1953 in Parijs en in 1954 in Lausanne ontmoet, en ze hadden een diepe vriendschap onderhouden. Zijn interesse in de Indianen kwam tot uiting in twee gepubliceerde werken: de Duitse versie van Black Elk Speaks (1955) en, elf jaar later, Der wilde Westen, een geïllustreerde compilatie van citaten van beroemde Indiase leiders en 19e-eeuwse kolonisten en cowboys.
In 1981 ging Burckhardt, ondanks een slopende neuropathie, voor de laatste keer naar Fez als eregast bij de inauguratie door de directeur-generaal van UNESCO van de internationale campagne voor het behoud van de medina.
Hij stierf in Lausanne op 15 januari.